# Scott Wolpert

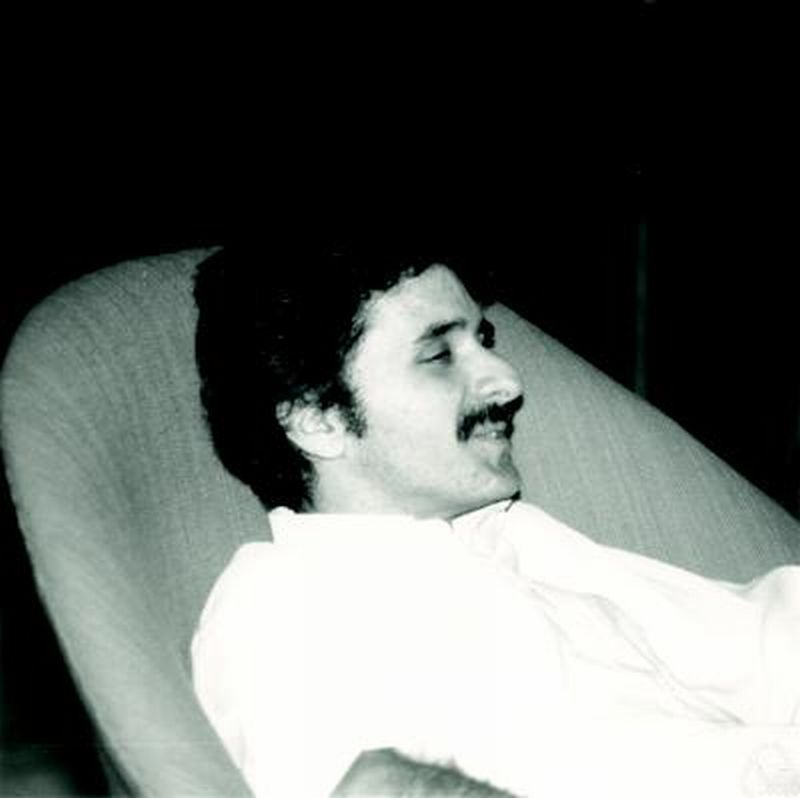
Scott Wolpert (1987)

Scott Andrew Wolpert (* 24. Mai 1950) ist ein US-amerikanischer Mathematiker.
Wolpert wurde 1976 an der Stanford University bei Garo Kiremidjian promoviert (The Weil-Petersson Metric for Teichmueller Space and the Jenkins-Strebel Differentials). Er war danach Professor an der University of Maryland in College Park. 1981 wurde er Forschungsstipendiat der Alfred P. Sloan Foundation (Sloan Research Fellow).
Wolpert befasste sich insbesondere mit der Differentialgeometrie der Modulräume (Teichmüller-Räume) Riemannscher Flächen. Dabei betrachtete er auch Anwendungen in der Stringtheorie, dem Quantenchaos und in der spektralen Geometrie.
1992 bewies er (zusammen mit Carolyn Gordon und David Webb) die Existenz von voneinander verschiedenen ebenen Gebieten mit gleichem Spektrum des Laplace-Operators. 1986 war er Invited Speaker auf dem Internationalen Mathematikerkongress in Berkeley (The geometry of deformations of a Riemann surface). Er ist Fellow der American Mathematical Society.

## Schriften
- Wolpert Families of Riemannian Surfaces and Weil-Petersson-Geometry. American Mathematical Society, 2010
- Herausgeber mit Lizhen Ji, Shing-Tung Yau: Geometry of Riemann surfaces and their moduli spaces. International Press, Somerville/Massachusetts 2009